# Klasika Primavera 1998
La Klasika Primavera 1998, quarantaquattresima edizione della corsa, si svolse il 12 aprile 1998 su un percorso di 196 km. Fu vinta dallo spagnolo Roberto Heras che terminò la gara in 4h51'58". La gara era classificata di categoria 1.3.

## Ordine d'arrivo (Top 10)
| Pos. | Corridore         | Squadra        | Tempo    |
| ---- | ----------------- | -------------- | -------- |
| 1    | Roberto Heras     | Kelme          | 4h51'58" |
| 2    | Udo Bölts         | Deutsche Tel.  | s.t.     |
| 3    | Daniel Clavero    | Vitalicio Seg. | s.t.     |
| 4    | José Luis Rubiera | Kelme          | s.t.     |
| 5    | David Etxebarria  | ONCE           | a 6"     |
| 6    | Dario Frigo       | Saeco          | s.t.     |
| 7    | Axel Merckx       | Team Polti     | s.t.     |
| 8    | Sergej Smetanin   | Vitalicio Seg. | a 19"    |
| 9    | Jon Odriozola     | Banesto        | s.t.     |
| 10   | Mikel Zarrabeitia | ONCE           | s.t.     |